# Балута, Игорь Миронович
И́горь Миро́нович Балу́та (укр. Ігор Миронович Балута, 9 июля 1970 года, Харьков, УССР, СССР) — украинский предприниматель и политический деятель, врач-педиатр. Со 2 марта 2014 года по 3 февраля 2015 года — председатель Харьковской областной государственной администрации (ХОГА). Член ВО «Батькивщина» до 2014 г.

## Образование
В 1993 году окончил Харьковский медицинский институт, специальность «педиатрия», квалификация — врач-педиатр.
В 2009 году окончил Харьковский региональный институт государственного управления Национальной академии государственного управления при Президенте Украины, специальность «государственное управление».

## Профессиональная деятельность
С сентября 1993 по декабрь 1998 года работал интерном, позже — педиатром-инфекционистом в Харьковской областной детской инфекционной клинической больнице.
В 1999 году стал младшим сотрудником лаборатории Харьковского НИИ микробиологии и иммунологии им. Мечникова, но через три года ушёл в бизнес. С 2002 по 2005 год работал директором ЧП «Фаст» и директором департамента по продажам и маркетингу ЗАО «Харьковдерев».
С 2005 по 2010 год возглавлял Главное облуправление труда и социальной защиты населения в Харьковской области.

## Политическая карьера
Участвовал в Оранжевой революции, присутствовал на Майдане Незалежности в Киеве. Являлся соратником Арсена Авакова во время его руководства ХОГА в 2005—2010 годах.
31 октября 2010 был избран депутатом Харьковского областного совета VI созыва
На выборах в Верховную Раду 2012 года баллотировался в народные депутаты Украины по 168 избирательному округу (Дзержинский район города Харьков) от «Батькивщины».

### Глава Харьковской областной государственной администрации
2 марта 2014 года указом исполняющего обязанности президента Украины Александра Турчинова был назначен главой Харьковской областной государственной администрации.
В это время Харьков наряду с Донецком и Луганском был главной ареной противостояния в ходе пророссийских протестов на юго-востоке страны, участники которых требовали отделения этих регионов от Украины. С февраля ими было организовано четыре штурма областной администрации, на которую водворяли флаг Российской Федерации, а также провозглашена Харьковская народная республика (аналог возникших в соседних областях ДНР и ЛНР).
Захваченное 7 апреля пророссийскими активистами здание обладминистрации было на следующий день возвращено под контроль властей с помощью спецподразделения украинского МВД «Ягуар» из Винницы, при этом было задержано более 70 участников беспорядков, а число сторонников протестующих в дальнейшем неуклонно сокращалось.
20 июня газета «Зеркало недели» сообщила о встрече Игоря Балуты с мэром донецкого Святогорска на предмет возможного присоединения города к Харьковской области из-за вооружённого конфликта в Донецкой и Луганской областях. По словам главы ХОГА, прорабатывается механизм проекта постановления Кабинета министров Украины о временном переподчинении. Но позже помощник Игоря Балуты уточнил, что постановления Кабмина очевидно не будет, а правительство просто выделит дополнительные средства. Позже глава ХОГА уточнил, что его администрация только оказывает Святогорску консультативную и практическую помощь силами чиновников, и ни о каком расширении Харьковской области речи не идёт.
В конце июня Балута сообщил о том, что с 6 апреля в Харьковской области было задержано 314 сепаратистов.
К 15 июля председатель ХОГА планировал начать работу люстрационного комитета, по типу созданного в Киеве.
1 августа указом Балуты была ликвидирована комиссия по межграничному сотрудничеству с Белгородской областью Российской Федерации.
26 сентября Игорь Балута направил спикеру Верховной Рады Александру Турчинову представление о «необходимости досрочного прекращения полномочий Харьковского облсовета». Причиной этого по словам чиновника стал «саботаж принятия программ, направленных на повышение обороноспособности региона и защита граждан от возможной агрессии». Также им было направлено письмо к председателю Харьковского облсовета с требованием немедленно инициировать созыв внеочередной сессии с целью принятия программы территориальной обороны региона и внесении изменений в программу обустройства украинско-российской границы.
28 сентября 2014 года в Харькове несколько тысяч проукраинских активистов провели митинг, а вечером повалили памятник Ленину на центральной площади города — площади Свободы. Монумент был установлен в 1963 году, и считался крупнейшим на Украине (общая высота памятника — 20,2 метра, высота бронзовой фигуры — 8,5 метров), и был на государственном учёте как объект культурного наследия. После сноса в ГУ МВД Украины в Харьковской области сообщили об открытии уголовного производство по ч. 2 ст. 298 (уничтожение, разрушение или повреждение объектов культурного наследия) УК Украины, предусматривающего до 5 лет лишения свободы, а также по ч. 1. ст. 259 (заведомо неправдивое сообщение об угрозе безопасности граждан, уничтожения или повреждения объектов собственности)". После этого стало известно, что Игорь Балута выпустил распоряжение № 517 «об урегулировании ситуации в области относительно памятников эпохи тоталитаризма», разрешающего официальный демонтаж монумента, и уголовное дело было закрыто. Снос памятника вызвал негативную реакцию главы КПУ Петра Симоненко и мэра Харькова Геннадия Кернеса, последний изъявил желание восстановить его за собственный счёт.
3 февраля 2015 года указом № 55 президент Украины Петр Порошенко уволил Игоря Балуту с должности главы облгосадминистрации. Его место занял Игорь Райнин, с апреля по ноябрь 2014 года бывший первым заместителем председателя Харьковской обладминистрации, после этого — заместителем администрации президента Украины.

### Дальнейшая карьера
Будучи беспартийным, участвует в выборах мэра города Харькова 25 октября 2015 года, выдвинувшись от «Волонтерской партии Украины».
Продолжил работу в Благотворительном фонде социального развития Харьковской области 
Разрабатывает план урегулирования "крымского вопроса", выступая в прессе с предложениями восстановить украинские госорганы в Крыму путем расширения административных границ полуострова на прилегающую территорию материковой Украины. Таким образом, здесь могли бы, по мнению Игоря Балуты, разместиться Кабинет министров АРК, региональные управления СБУ, МВД, прокуратуры, фискальные органы, суды. Временной столицей Крымской автономной республики Балута предлагает сделать Геническ.
В 2017 году вступает в общественное объединение "Развитие" (укр. "Розвиток"). 6 декабря в составе делегации от неё принял участие в дискуссии "В правильном ли направлении двигается Украина?", проходившей в институте Катона в Вашингтоне..

## Доходы
По декларации за 2011 год Игорь Балута заработал 228 897 гривен, из которых 55 715 гривен были дивидендами. Имеет два земельных участка общей площадью более 4316 м² и дачный дом площадью 213,6 м². Из автотранспорта имеет три машины марки BMW и ВАЗ 2101.

## Семья
Жена — Инна Балута (в девичестве — Чуйко). В феврале 2015 года стала советником главы Харьковской областной государственной администрации Игоря Райнина.

## Увлечения
Из литературы Игорю Балуте нравится Стефан Цвейг, Фридрих Ницше и Николай Гоголь, с детства увлекается исторической литературой. Любит документальные фильмы, а также старые советские киноленты: «За двумя зайцами», «Семнадцать мгновений весны», «Место встречи изменить нельзя».

## Награды
- Почётная грамота Харьковской областной государственной администрации и областной рады;
- Почётная грамота Кабинета министров Украины;
- Орден «За заслуги» III степени.